# Верх-Ирмень
Верх-Ирме́нь — село в Ордынском районе Новосибирской области, административный центр Верх-Ирменского сельсовета.

## География
Село расположено на 73 километре к юго-западу от Новосибирска, в 30 километрах к северо-востоку от посёлка городского типа Ордынское, на берегу реки Ирмень, в 8 километрах от её впадения в Новосибирское водохранилище. На реке рядом с селом сооружено два пруда.
Название села произошло от реки Ирмень, в верхнем течении которой оно расположено. Предполагается, что слово ирмень произошло от слова ирмен (тюрк.) — трава, полезная для корма лошадей.
Площадь села — 372 гектара.
По данным на 2007 год в селе 24 улицы: Гаранина, Горького, Ермака,Есенина, Кандикова, Коммунистическая, Комсомольская, Крестьянская, Крупской, Ленина, Морозова, Новосельская, Партизанская, Пионерская, Плотникова, Разина,Садовая, Советская,Тельмана, Трудовая, Халтурина, Чекина, микрорайон Агрогородок.
По данным на 2007 год в селе функционируют 2 детских сада, 2 школы, больница на 25 койко-мест, дворец культуры, спортивный комплекс, стадион, санаторий, кафе-бар, предприятия бытового обслуживания, более 10 магазинов.

## История
Село было основано в 1775 году бежавшими соратниками Емельяна Пугачёва как тайная заимка.
Перед революцией Верх-Ирмень был крупным селом, входящим в состав Барнаульского уезда Томской губернии.
В 1935—1954 годах было центром Ирменского района.

## Население
| 2002 | 2007  | 2010  |
| ---- | ----- | ----- |
| 3112 | ↗3479 | ↘3123 |

Село характеризуется достаточно стабильной демографической ситуацией, относительно низким показателем оттока населения и высоким показателем рождаемости. В 2000-е годы отмечен рост численности населения: во время переписи населения 2002 года в селе проживало 3112 человек, в 2006 году численность населения села составила 3479 человек. По данным на 2006 год Верх-Ирмень занимает второе место по численности населения среди всех населённых пунктов Ордынского района, уступая только райцентру. По данные переписи 2010 года население села составило 3123 человека.

## Экономика
В селе по данным на 2006 год функционируют 1 промышленный и 13 объектов сельскохозяйственного производства.
В Верх-Ирмени расположено одно из наиболее крупных сельскохозяйственный предприятий Новосибирской области — племзавод «Ирмень». Предприятие является правопреемником колхоза «Большевик», который был создан в 1958 году в результате слияния нескольких небольших колхозов и Верх-Ирменской машинно-тракторной станции. В 1992 году колхоз был реорганизован в акционерное общество. С 1972 года и до своей смерти племзаводом руководил Бугаков Юрий Фёдорович.
Племзавод занимается выведением новых пород скота. В 2001 году был выведен новый заводской тип скота — ирменский..
Рядом с селом находится месторождение кирпичных глин.

## Образование
В 1891 году в селе открылась церковно-приходская школа.
В 1936 году была открыта средняя школа. Школа носит имя А. И. Демакова. За 60 лет школой было выпущено 2000 человек. На конец 90-х годов в школе обучалось 605 человек, работало 56 учителей.

## Религия
Большая часть жителей села — православные христиане. В 1900 году усилиями священника Феодора Сапфирова был построен одноэтажный Пророко-Ильинский храм, получивший название в честь пророка Илии. В состав прихода храма кроме села Верх-Ирмень входили расположенные неподалёку деревни Поперечное, Плотниково, Половинное и Панькино (последние две в XX веке исчезли). В 1914 году общее количество прихожан составило 4878 человек, в храме трудились один священник и один псаломщик.
Храм был закрыт в октябре 1937 года, купол и колокольня были разобраны, а в самом здании в 1938 году открылся клуб.
В 1998 — 2001 годах были проведены работы по восстановлению храма усилиями монахов Михаило-Архангельского монастыря села Козиха и ЗАО Племзавод «Ирмень». Храм стал подворьем мужского монастыря во имя Михаила Архангела.

## Достопримечательности
- Музей. В музее хранятся деревянные скульптурки местных мастеров — образцы народной резьбы по дереву. Среди экспонатов имеются фигурка Георгия Победоносца на коне, композиции на тему сельской жизни.[15]
- Недалеко от села, в районе устья реки Ирмень, расположено место разгрома хана Кучума. Кучум был разгромлен во время Ирменского сражения 20 августа 1598 года. В сражении участвовало более 800 человек. Большая часть поля, на котором произошла битва, была затоплена при создании Новосибирского водохранилища. В августе 1998 года недалеко от места сражения был установлен закладной камень для постройки памятника.[16]

## Спорт
В селе есть стадион, конно-спортивный комплекс, свои волейбольная, футбольная и хоккейная команды

## Туризм и отдых
В одном из прудов рядом с селом водятся сазан, карась, окунь. Рыбалка на пруду привлекает жителей Новосибирска.

## Известные жители
- Бугаков, Юрий Фёдорович — председатель ЗАО «Ирмень», Герой Социалистического Труда.
- Демаков, Александр Иванович — Герой Советского Союза.
- Курдаков, Сергей — политический эмигрант, писатель.